# マーキュリー・レッドストーン・ロケット
マーキュリー・レッドストーン・ロケットは、アメリカ合衆国初の有人宇宙飛行であるNASAのマーキュリー計画のために開発された有人打上げロケットである。1960年から61年にかけ同計画の6回の弾道飛行に使用され、また61年5月5日にはアメリカ初の飛行士を、その11週後には二番目の飛行士を宇宙に送り最大の目的を達成した。なお世界初の宇宙飛行士はソビエト連邦のユーリイ・ガガーリンであったため、彼らは世界で二番目と三番目の宇宙飛行士となった。
アメリカ陸軍のPGM-11弾道ミサイルを改良して作られたジュピターC打上げロケットの第一段を、有人宇宙飛行に適するよう安全性と信頼性を向上させるべくさらに改良したもので、レッドストーンロケットシリーズの一つである。
後続する4回の有人飛行では、地球周回低軌道に投入するためにより強力なアトラスロケットが使用された。

## レッドストーンロケットからの改良点

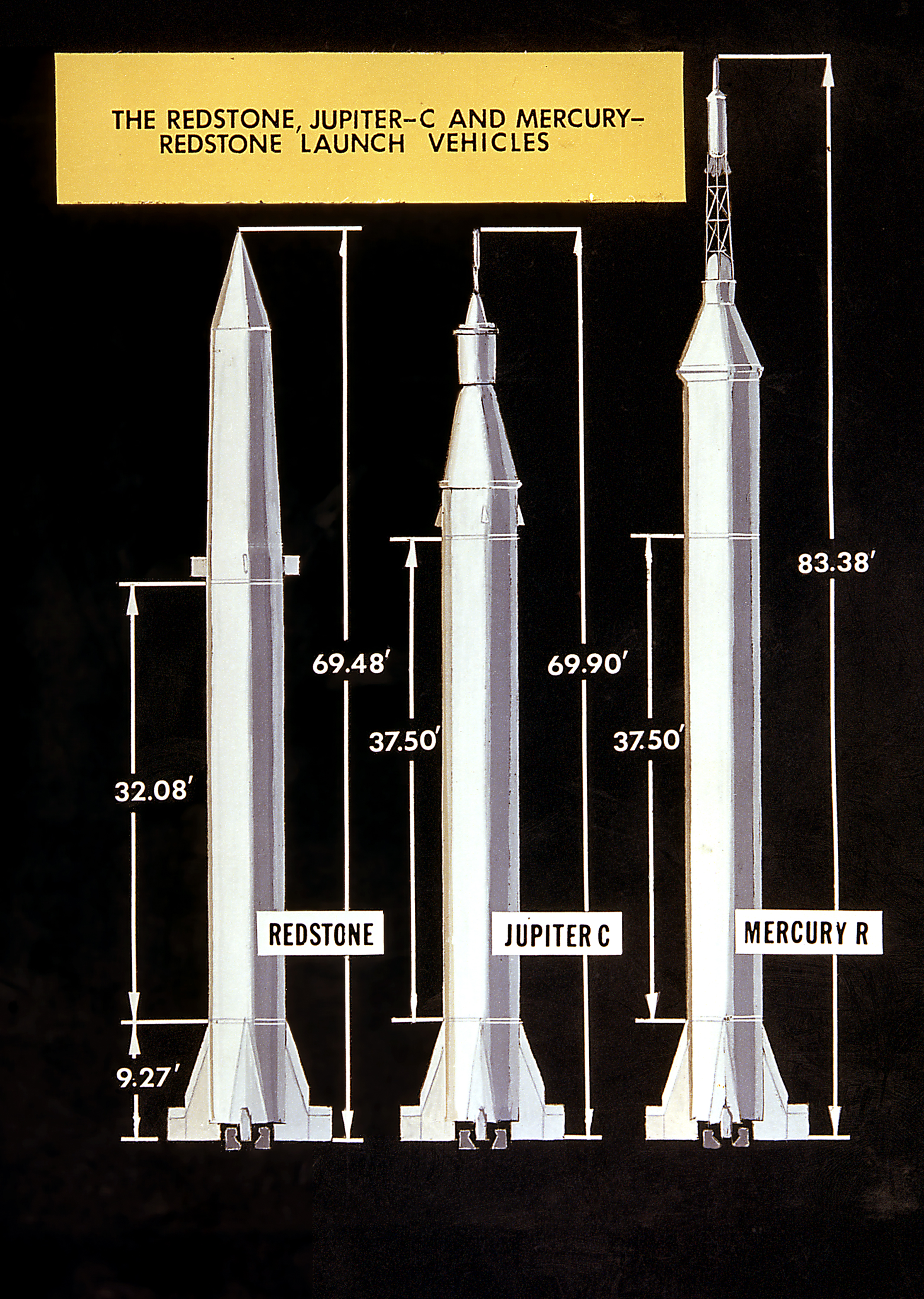
マーキュリー・レッドストーン (右端) と、レッドストーンおよびジュピターCとの比較

NASAが弾道飛行のために陸軍のレッドストーン液体燃料弾道ミサイルを選んだのは、当時アメリカが保有していたミサイルの中では最も古く、1953年に運用されて以来多くの試験飛行で成功を収めてきたからであった。

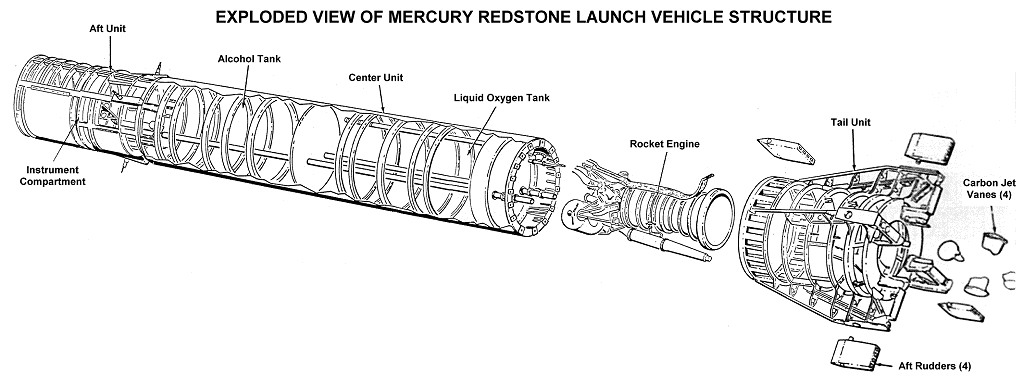
解剖図

標準的な軍事用レッドストーンはマーキュリー宇宙船を計画で必要とされる弾道軌道に運ぶには推力が不足していたが、レッドストーンを改良し長いタンクを持つジュピターCの第一段は、望まれる軌道に到達するのに十分な燃料を搭載することができた。そのためこのジュピターCの第一段が、マーキュリー・レッドストーン設計の出発点として使用された。だが陸軍はジュピターCのエンジンの使用を終了していたため、設計者らは部品の不足や設計の変更などの混乱が起こるのを防ぐべく最新の軍事用レッドストーンで使用されたロケットダイン社のA-7エンジンを選んだ。有人飛行に使用するためA-7の安全性と信頼性を高めるよう任命されたのは、陸軍弾道ミサイル局 (Army Ballistic Missile Agency, ABMA) 技術者のハンス・ポール(Hans Paul) とウィリアム・デヴィッドソン (William Davidson) だった。
1959年は、ABMAの職員のほとんどはサターンロケットの開発計画に追われていたが、スケジュールに十分な余裕を見つけることのできた技術者らはジュピターCの人間搭乗用の改良作業に携わった。その出発点としてまずやらなければならなかったのは、マーキュリー・レッドストーンは上段を使用しない単段式であったため、切り離しの機能を除去することだった。またジュピターCが持つ多くのより発達した機構も、信頼性の理由やマーキュリー計画には必要ないために取り除かれた。
標準的なレッドストーンは、 エタノール (エチルアルコール) 75パーセント水溶液25パーセントの混合液を燃料に使用していた。これはV2ロケットの燃料と本質的に同じものだったが、ジュピターCの第一段は非対称ジメチルヒドラジン (unsymmetrical dimethylhydrazine, UDMH) 60パーセント、ジエチレントリアミン (diethylenetriamine, DETA) 40％からなるハイダイン (hydyne) を使用していた。これはエチルアルコールより強力な燃料だったが、毒性もまた強いものであり、緊急時には飛行士を危険にさらす可能性があった。さらにハイダインは、新型のA-7エンジンでは使用されたことがなかった。このため設計者らはハイダインを退け、標準的なエチルアルコールを採用した。燃料の非力さを補うため、タンクを長くして容量を増やすことが求められた。
アルコールを採用したことにより、新たな問題が発生した。レッドストーンはロケットのノズルのすぐ下に黒鉛製の推力偏向板があるが、燃焼時間が著しく長くなったためにそれが損傷してしまう可能性が出てきたのである。そのためNASAは偏向板の品質を高める要求を出した。
またマーキュリー・レッドストーンはレッドストーンミサイルよりも長い燃料タンクを持っていたため、内部に圧力を加えるための窒素のタンクと、燃焼時間が長くなったことに備えエンジンを潤滑するための過酸化水素のタンクが追加された。
機体を宇宙飛行士が搭乗可能なものに変更する際、最も重要だったのは自動飛行中止検知システムを追加することだった。破局的な事故に至りそうな緊急事態に陥った際は、中止システムが宇宙船に取りつけられている緊急脱出用ロケットを作動させ、直ちに本体から切り離すことになっていた。このシステムは飛行士と地上の双方が作動させることができたが、飛行中に大惨事に至るような潜在性を秘める事態に陥ったときは手動で発動されることもあり得た。
マーキュリー・レッドストーンの自動飛行中止検知システムは、飛行中にロケットの状況を監視することによってこの問題を解決した。飛行制御・エンジン推力・電力の喪失など、飛行士を脅かす可能性のある何らかの異常を感知した場合、エンジンを停止し、宇宙船の脱出システムを作動させ、自動的に飛行を中止することになっていた。また異常を発生させたロケットが発射台上や付近に落下してくるのを避けるため、発射から少なくとも30秒以内はエンジンを停止することはできず、この間に飛行を中止させることができたのは射場安全管理官だけだった。さらに1953年以来、60回以上にわたって行われたレッドストーンやジュピターCの飛行データが分析され、この系統のロケットで最も可能性のありそうな事故のパターンが検討された。簡素化の要求のためシステムはできる限りシンプルにされなければならず、ロケットの操作に必須な数値だけがモニターされた。自動中止システムは、ロケットが下記のいずれかの状況に陥った際に発動された。これらはすべて機体に何らかの危機的な故障があり得ることを示すものであった。
- ピッチ、ヨーまたはロールの角度が飛行手順のプログラムから大きく逸脱した場合[15]

- ピッチあるいはヨーの角度が過度に急速に変化した場合[15]

- エンジン燃焼室内の圧力が危機的水準よりも低下した場合[16]

- 飛行制御システムの電力が失われた場合[17]、あるいは

- 全電力 (発射中止検知システム自体の電力を含む) が喪失した場合。これは危機的な事故に陥った可能性があることを示すものであった[18]

1954年5月のレッドストーン第三回の試験飛行で発生した、上昇中の推力の喪失のような特定のケースでは即座に破滅的な状況に陥る可能性があったため、直ちに飛行を中止できる能力を持つことが重要だった。一方で適切な飛行コースからの逸脱や上昇中のエンジン燃焼室内の圧力の低下など、その他のケースでは必ずしも飛行士の安全にすぐにリスクが発生するわけではなく、パイロットは船内にあるレバーを引いて緊急脱出用ロケットに点火し手動脱出を試みることができたし、あるいは地上の管制官が指令信号を送って作動させることもできた。
射場安全管理システムもわずかに変更され、脱出ロケットが宇宙船をロケット本体から引き離すのに十分な時間を与えるために、エンジン停止と本体破壊の間に3秒のインターバルが設定された。

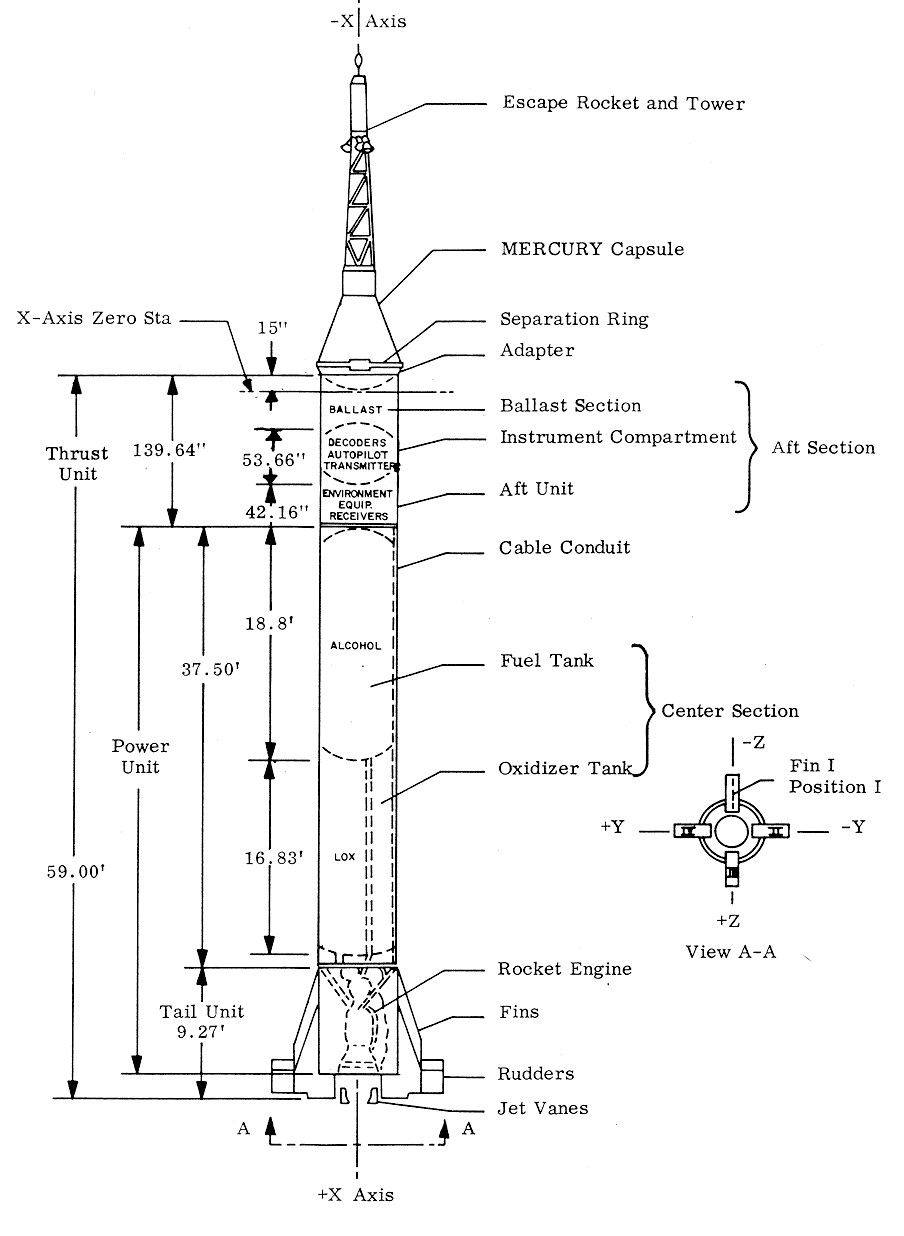
概要図

ジュピターCの第一段とマーキュリー・レッドストーンで視覚的に最も大きく異なるのは、宇宙船のすぐ下と燃料タンク上部の間にある区画である。この部分は「機尾区画 (Aft Section)」と呼ばれ、名称は軍事用レッドストーンに由来する (実際のロケット後端は『尾部区画 (Tail Unit)』と呼ばれていた。左図参照)。機尾区画には、誘導システムやマーキュリー宇宙船との接続装置などを含む、ロケットのほとんどの電子機器と装置が収められていた。軍事用レッドストーンやジュピターCの第一段では、燃焼を終えるとエンジンや燃料タンクを含むロケット下部は機尾区画から分離し投棄され、機尾区画は慣性弾道飛行をしている間、誘導システムとともに上段部分を誘導した。一方マーキュリー・レッドストーンでは機尾区画はロケット下部と最後まで接続され、燃焼を停止したら宇宙船は機尾区画から分離され、独自の誘導システムで飛行した。
信頼性を高めるため、他にも各種の変更がなされた。慣性航法装置はレッドストーンではST-80という装置を標準装備していたが、マーキュリー・レッドストーンではより簡素なLEV-3自動操縦装置に置きかえられた。LEV-3は設計がドイツのV2ロケットに遡り、ST-80ほど高性能で正確ではなかったが、マーキュリーの飛行では十分正確であり、またその簡素さのためより信頼性が高かった。「機尾区画」には、誘導システム・飛行中止および自爆システム・遠隔装置・電源などの最も重要な装置や電子機器を収めるための、特別な機器区画も設けられた (左図のInstrumental Compartmentの部分)。装置に故障が発生する危険性を減らすため、この区画は発射前に冷却され、また飛行中も与圧を保たれていた。
信頼性向上のため、プレバルブ (prevalve) と呼ばれる燃料バルブも取り除かれた。もしこれが発射時に閉じてしまったら、緊急脱出装置が作動する可能性があったからである。過去3回の無人飛行で、マーキュリー・レッドストーンは一時的に一秒間に8度の割合でロール運動をしたことが判明した。レッドストーンミサイルでは4度だった。この値は脱出装置を作動させる1秒間12度よりは低いものだったが、後の2回の有人飛行では不用意に脱出ロケットが点火してしまうリスクを避けるため、ロール変化のセンサーは取り除かれた (10度の変化で装置を作動させるロールの姿勢センサーは取りつけられたままだった)。
マーキュリー・レッドストーン1A号と2号では、ともに飛行中に加速度の超過を発生させていた。前者は加速度計の異常によるものであり、後者は液体酸素の調節器がエンジンに過剰に酸化剤を供給し、予定より1.2秒早く燃焼を停止させたことによるものであった。2号ではASISと呼ばれるシステムが作動して脱出ロケットが宇宙船をロケット本体から引き離し、搭載していたチンパンジーに大きな加速度を与えた。第三回の飛行であるマーキュリー・レッドストーン・ロケット開発飛行は、ロケットが人間を搭載できるだけの能力を持っているかどうかを判定する前に、それらの問題点を修正するための技術試験に充てられた。
与圧された機器区画と宇宙船の間の空間 (図のBallast Sectionの部分) は、元々はロケットの回収用パラシュートを収めるためのものだったが、パラシュートが廃止された後もこの部分は空間のまま残された。3回の無人飛行では、接合部分 (図のAdapterの部分) に大きな振動と構造的なゆがみが発生した。そのためアラン・シェパードの飛行では、この部分に鉛を注入された340ポンド (約154キログラム) のプラスチックが、追加の支柱や補強材とともにバラスト (重り) として置かれた。だがシェパードは飛行中にまだ明らかに振動が感じられると報告したため、ガス・グリソムの打ち上げ時にはバラストの量が増やされた。この問題は軌道飛行で使用されたアトラスロケットでも発生し、マーキュリー・アトラス1号ではロケットと宇宙船接続器の接合部分が過度にゆがんだため構造破壊を起こし、機体が空中分解するという重大な結果を招いた。
マーキュリー計画でレッドストーンを使用するに当たっては、トータルで800箇所ほどの修正が行われた。レッドストーンを人間搭乗用に変更する過程は広範囲にわたったため、NASAは既成のものは使用せず、事実上全く新しいものを使用することを直ちに決めた。そのためそれ以前のレッドストーンやジュピターCの発射で使用された、すべての機器や飛行データを無効とした。このことはフォン・ブラウンが率いるABMAのチームとNASAの間で論争を巻き起こした。前者は脱出システムは可能な限りシンプルなものにして、飛行士が確実に故障したロケットから脱出できるよう保証することを志向し、一方で後者はロケットの信頼性を最大限に高め、脱出しなければならないような機会が発生するのを最小限化することを望んでいた。

## パラシュート回収システムの提案
当初設計者らは、マーキュリー宇宙船を切り離したあとパラシュートで機体を回収することを企画していた。これは再使用型ロケット開発の初の大きな試みであり、また試験段階にまで到達したのもこれが初めてだった。
このシステムでは、ロケット頭部に備えられた二段階のパラシュートが使用される。第一段階では直径5.2メートルの一本の傘が開き、ロケットの姿勢を安定させ降下速度を下げる。その後このシュートが直径がそれぞれ20メートルの3本のメインパラシュートを引き出し、機体は大西洋に着水し回収船に収容される。
システムの実用性を検証するため完全装備のレッドストーンを使用して、着水衝撃試験・浮力試験・海軍の回収船により海上に浮遊するロケットを引き上げる演習など、数度の試験が行われた。これらはすべてロケットの回収が可能であることを示したが、予算不足によりそれ以上の開発が停止されたため、パラシュート回収システムは試験されなかった。

## 飛行
マーキュリー・レッドストーンの飛行には「MR-」の略称がつけられているが、紛らわしいことにこれらの飛行で使用されたマーキュリー・レッドストーンのロケットにも同じ略称がつけられていて、しばしばその数字が違っていたりする (マーキュリー計画の写真では、この指定番号はしばしばロケットの尾部に見ることができる)。MR-4とMR-6の2機の機体は飛行することはなかった。計画のきわめて早い段階で、NASAはアトラスで軌道飛行をする前に、それぞれの宇宙飛行士に弾道飛行をさせることを既に意図していたという噂はあったが、彼らが購入したマーキュリー・レッドストーンは8機だけだった。そのうちの1機はMR-1の失敗で損傷したために使用されず、もう1機はMR-BD (マーキュリー・レッドストーン・ロケット開発) の飛行で使用された (当初の予定では無人で1機、チンパンジーを乗せて1機、飛行士を搭乗させて6回の飛行を行うことになっていた)。
アラン・シェパードとガス・グリソムの飛行は成功を収めたが、ソ連は1961年の夏の終わりまでに二人の飛行士で軌道飛行を行っていた。このためレッドストーンで飛行を続ける必要性はなくなった。
| 飛行番号 | 打上げ機番号 | 発射日         | 特記事項                                                                               |
| -------- | ------------ | -------------- | -------------------------------------------------------------------------------------- |
| MR-1     | MR-1         | 1960年11月21日 | 無人機。点火直後に電気系統の故障でエンジンが停止し、脱出用ロケットだけが打ち上げられる |
| MR-1A    | MR-3         | 1960年11月19日 | 無人機                                                                                 |
| MR-2     | MR-2         | 1961年1月31日  | チンパンジーのハムを搭載                                                               |
| MR-BD    | MR-5         | 1961年3月24日  | 空力性能等を検証するため、機器を搭載しない外形だけの無人機を搭載                       |
| MR-3     | MR-7         | 1961年5月5日   | アラン・シェパード飛行士が搭乗                                                         |
| MR-4     | MR-8         | 1961年7月21日  | ガス・グリソム飛行士が搭乗                                                             |

## 写真
- アラバマ州マーシャル宇宙飛行センターの試験台で、エンジン燃焼試験の準備をするマーキュリー・レッドストーン
- マーシャル宇宙飛行センターのマーキュリー・レッドストーン計画管理者ヨアキム・キットナー (Joachim Kuettner、左端) と、MR-4飛行士のガス・グリソム (左から6番目)
- フロリダ州ケープカナベラル空軍基地第5発射施設 (LC-5) で発射準備中のMR-3。1961年4月21日
- MR-3 (シェパード飛行士) の発射。1961年5月5日
- クレーンでLC-5に立てられようとしているMR-4ロケット
- MR-4 (グリソム飛行士) の発射。1961年7月21日